# District de Toguz-Toro
Le district de Toguz-Toro (en kirghize (langue) : Тогуз-Торо району) est un raion de la province de Jalal-Abad dans le centre du Kirghizistan. Son chef-lieu est le village de Kazarman. Sa superficie est de 3 816 km2, et 22 136 personnes y résidaient en 2009.

## Communautés rurales et villages

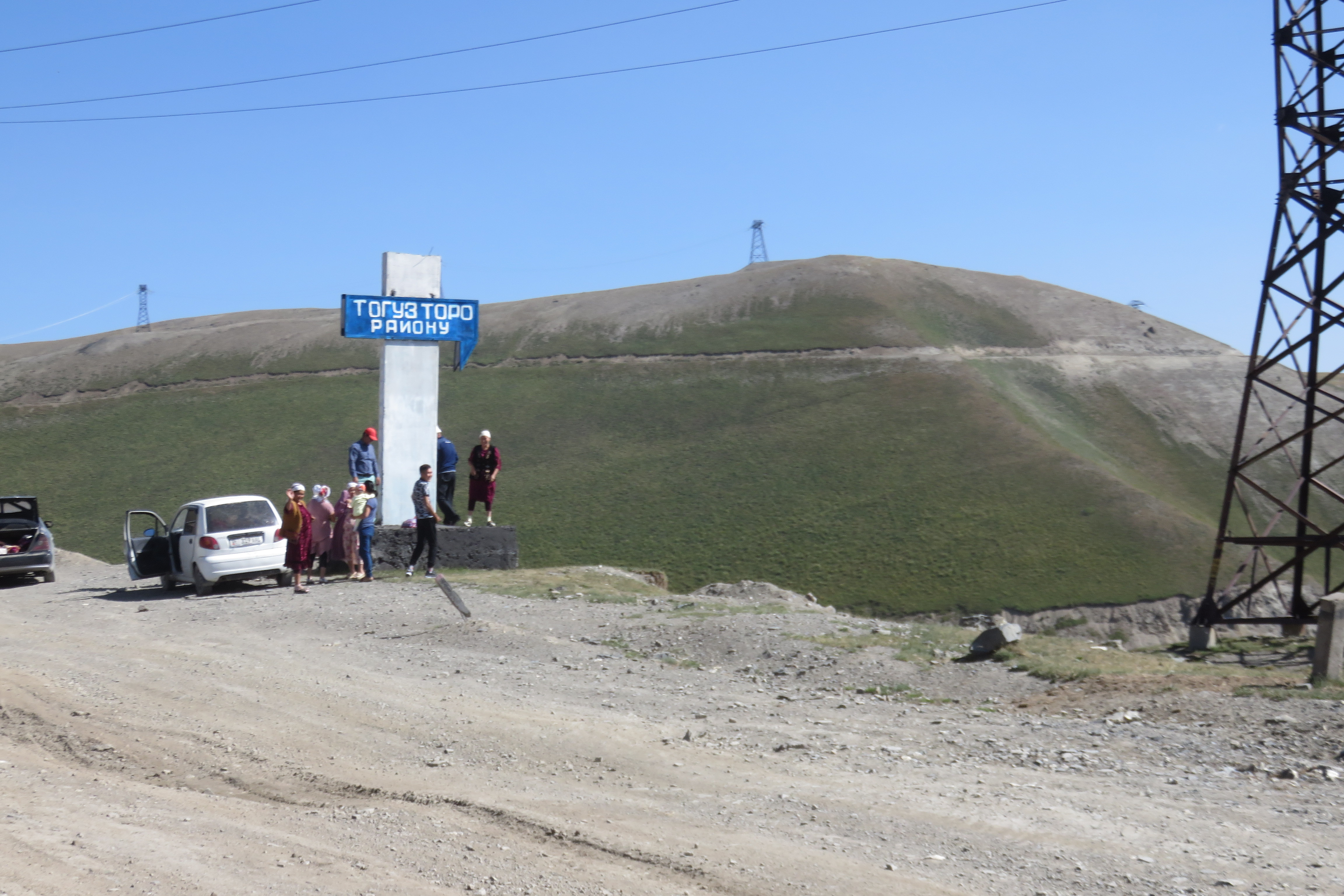
Limite du district de Toguz-Toro.

Le district de Toguz-Toro est constitué 5 communautés rurales, chacune regroupant un ou plusieurs villages (aiyl okmotu), :
1. Atay (villages Atay (centre) et Imeni Karla Marksa)
2. Kok-Irim (villages Aral (centre) et Birdik)
3. Kargalyk (villages Kazarman (centre), Makmal et Chet-Bulak)
4. Sary-Bulun (villages Kara-Suu (centre) et Tabylgyty
5. Toguz-Toro (villages Dedemel (centre), Kosh-Bulak, Imeni Lenina et Ornek)